# سبائك الزركونيوم

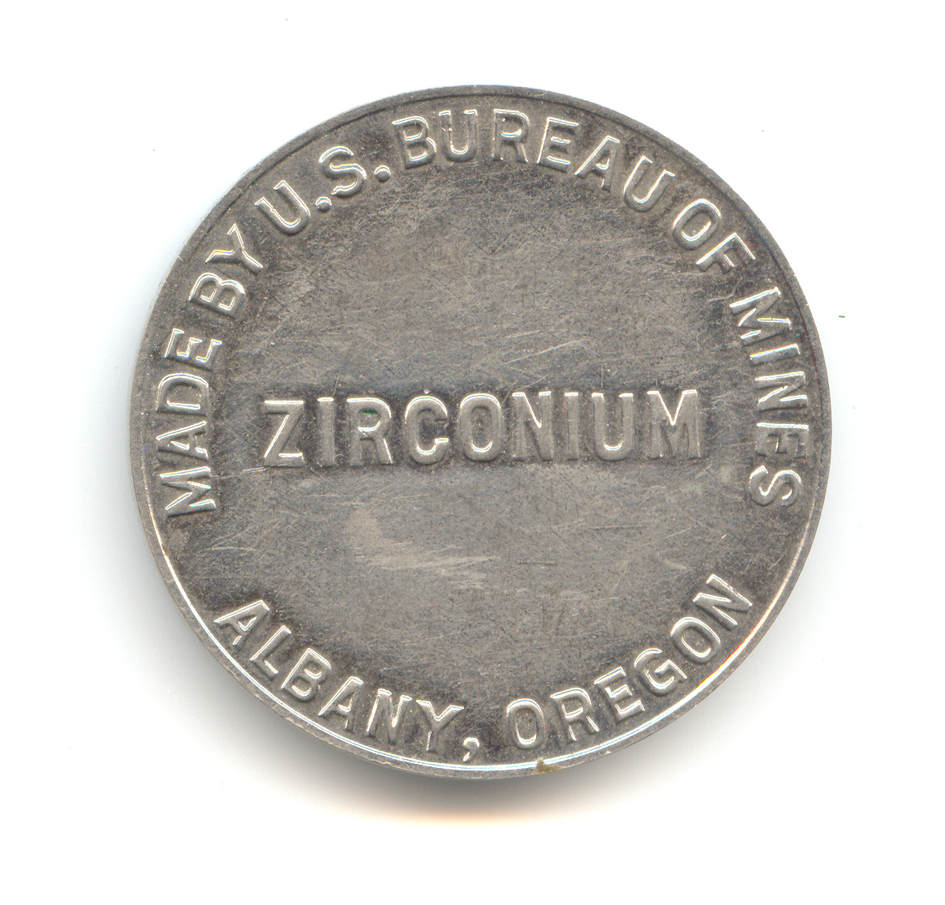
ميدالية منقوش عليها اسم الزركونيوم

سبائك الزركونيوم هي السبائك الحاوية في تركيبها على عنصر الزركونيوم بشكل أساسي، ويطلق عليها باسم شائع اسم Zircaloy.
نظراً للخواص المميزة لعنصر الزركونيوم من حيث انخفاض المقطع النيوتروني لذا يجد له تطبيقات وسبائكه في صناعة قضبان الوقود النووي في المفاعلات النووية، وخاصة في مفاعلات الماء الخفيف.
غالباً ما يسبك الزركونيوم مع عناصر الفلزات الانتقالية المجاورة مثل القصدير والنيوبيوم والحديد والكروم والنيكل، مما يساهم في تحسين الخواص المقاومة للتآكل.